# Starting again
「Starting again」（スターティング・アゲイン）は、保志総一朗の3枚目のシングル。2007年1月24日にスターチャイルドから発売された。

## 概要
保志総一朗個人のシングルとしてはおよそ3年ぶりのリリース。今作では『ロスト・ユニバース』で演じたケイン・ブルーリバーに因み、名義が保志総一朗 as Kane Blueriverとなっている。前作「Shining Tears/光のシルエット」の発売後、保志自身は「もう歌わないかもしれないけど、機会があれば...」と言っていた。ちなみに今作を発売した2007年は、縁あってか、テレビアニメ『シャイニング・ティアーズ・クロス・ウィンド』が放送され、前作収録の「Shining Tears」と「光のシルエット」が同アニメ主題歌として使用された。
「Starting again」は、テレビ東京系列で放送されたテレビアニメ『ロスト・ユニバース』のイメージソングとして使用された。作詞は所属事務所の先輩で、『ロスト・ユニバース』の共演者である林原めぐみが手掛けており、サビ部分の女性コーラスも彼女が担当している。
また、2011年6月11日に発売されたアルバム『VINTAGE White』では歌詞提供をした林原が「Re.Starting again」としてセルフカバーしており、そのコーラスを保志が担当した。
カップリング曲のひとつ「〜Re.infinity〜∞」は、『ロスト・ユニバース』の主題歌で、共演した林原めぐみの曲「〜infinity〜∞」をカヴァーおよびリメイク・アレンジした曲である。もうひとつのカップリング曲「again」は、ケイン・ブルーリバーのキャラクターイメージソングになっている。

## 収録曲
1. Starting again [4:36]
作詞：MEGUMI、作曲：佐藤英敏、編曲：たかはしごう
  - テレビアニメ『ロスト・ユニバース』イメージソング
2. 〜Re.infinity〜∞ [4:38]
作詞：MEGUMI、作曲：佐藤英敏、編曲：YUPA
3. again（ロスト・ユニバース） [4:10]
作詞：梶本恵子、作曲：佐藤由紀子、編曲：渡辺格
4. Starting again -Off Vocal Version-
5. 〜Re.infinity〜∞ -Off Vocal Version-